# Rivière-Basse

Localisation de la vicomté de Rivière-Basse dans la Gascogne historique.

La Rivière-Basse est une région naturelle gasconne au nord du département français des Hautes-Pyrénées et au sud-ouest du Gers.

## Pays d'Adour
La Rivière-Basse se situe dans la moyenne vallée de l'Adour, autour du fleuve qui marque un coude appuyé entre Bigorre et Gers.
Les villes principales sont Marciac et Plaisance (Gers) ; Maubourguet et Castelnau-Rivière-Basse (Hautes-Pyrénées).

## Terroir
Le "pays" dispose des plaines fertiles du cours inférieur de l'Arros et du Bouès jusqu'à leur confluence dans l'Adour. Le terrain est constitué d'alluvions et de boulbène, une terre recherchée pour la céramique.
Le val d'Adour bigourdan est en aval de Maubourguet où la vallée se resserre ; les coteaux (à l'ouest) du vignoble de Madiran (AOC) surplombent la plaine du fleuve. Dans le val d'Adour gersois, la plaine atteint environ 5 km de large.
La Rivière-Basse constitue avec le Vic-Bilh un ensemble cohérent dans le cadre du Pays du Val d'Adour (région du Madiran).

## Histoire
Le val du Bouès a constitué l'ancien comté de Pardiac.

## Sources